# Lược sử đời tôi
Lược sử đời tôi (tựa gốc tiếng Anh: My Brief History) là một cuốn hồi ký được xuất bản vào năm 2013 của nhà vật lý lý thuyết người Anh Stephen Hawking. Cuốn sách kể lại hành trình của ông từ thời niên thiếu ở Luân Đôn thời hậu chiến cho đến những năm tháng ông trở nên nổi tiếng trên khắp thế giới và được ca ngợi.

## Bố cục
- Lời giới thiệu
- Chương 1: Thời thơ ấu
- Chương 2: St. Albans
- Chương 3: Oxford
- Chương 4: Cambridge
- Chương 5: Sóng hấp dẫn
- Chương 6: Big Bang
- Chương 7: Lỗ đen
- Chương 8: Caltech
- Chương 9: Hôn nhân
- Chương 10: Lược sử thời gian
- Chương 11: Du hành thời gian
- Chương 12: Thời gian ảo
- Chương 13: Không biên giới